# Sovrani di Germania
Questo è l'elenco dei sovrani di Germania, dall'843 (trattato di Verdun) al 1918.

## Note riguardo ai titoli

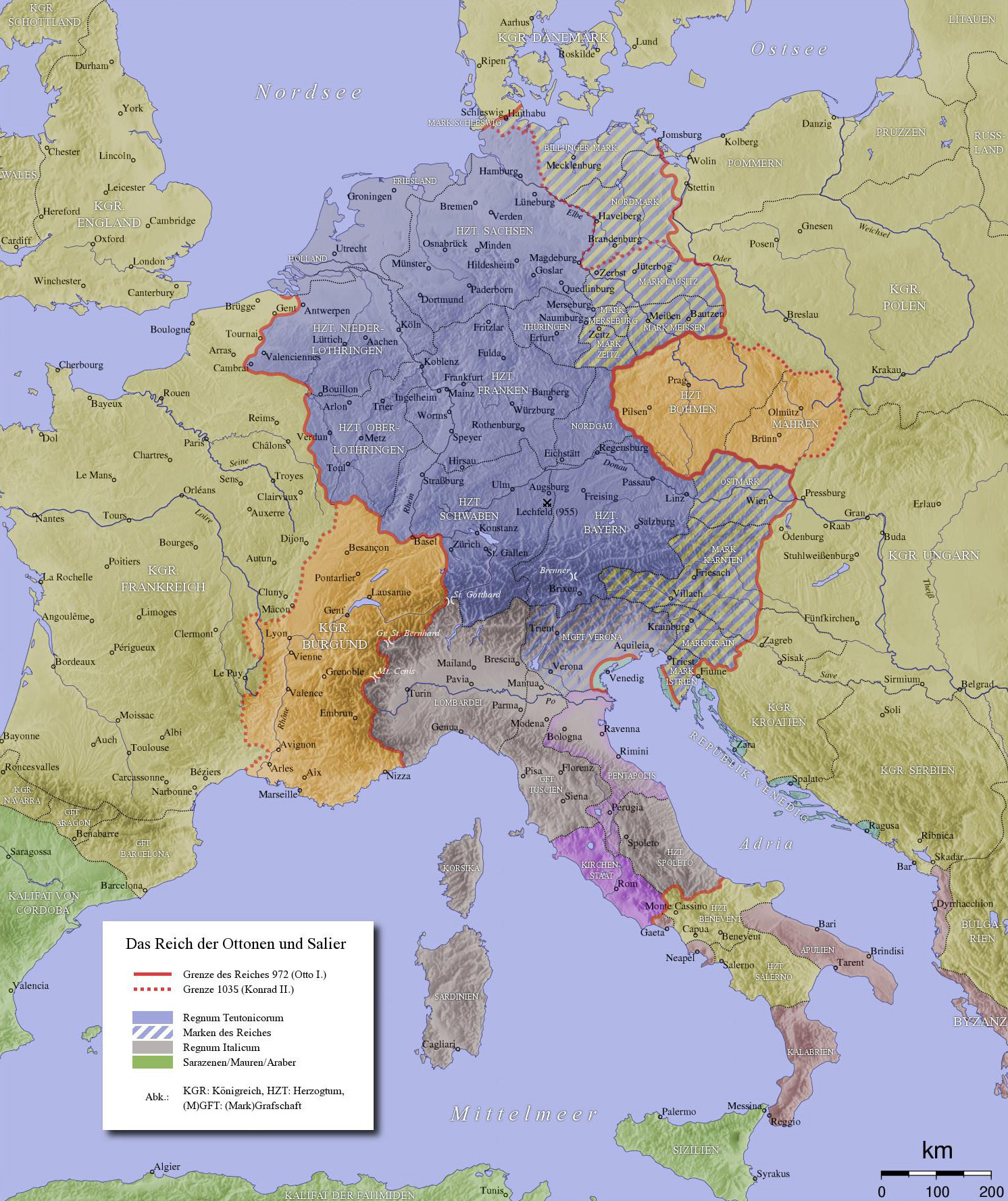
Il regno di Germania (in blu) all'interno del Sacro Romano Impero intorno all'anno 1000